# 普通への偏愛
普通への偏愛（normophilia）またはノーモフィリアとは、普通らしさや規範を極端に愛好する病的状態、性的倒錯（異常性欲）。ICSB（衝動的・強迫的性行動）の一種であり、医学辞典では「慣習・宗教や法の命令に従う性愛傾向（Sexuoeroticism which conforms to the dictates of custom, religion or law）」とされる。「正常愛好」、「正常性愛」とも。

## 概要
「普通への偏愛」は性行動（SB）の一種であり、厳密には「衝動的・強迫的性行動（ICSB）」の一種に分類されている。

### 衝動的・強迫的性行動（ICSB）
- Impulsive/Compulsive Sexual Behavior (ICSB)

## 「普通への偏愛」という文化
普通への偏愛は「文化」である、という記述が『同性愛・異性愛・中間愛：性恋愛を案内する性科学（Gay, Straight, and In-Between: The Sexology of Erotic Orientation）』に書かれている。同書の示すところでは、オーラルセックスやアナルセックスを実行したり表現したりした人物が、「普通」ではない（すなわち病気や性格異常や犯罪である）と判断され、刑罰を受ける例がある。